# Omar Karami
Omar Abdul Hamid Karami (også stavet som Karamé og Karameh, arabisk: عمر كراميه; født 7. september 1934, død 1. januar 2015) har to gange været Libanons premierminister. Hans første periode som premierminister varede fra 24. december 1990, da Selim al-Hoss afgav magten, til 13. maj 1992. Han blev igen premierminister 21. oktober 2004, men måtte gå af 28. februar 2005 som følge af mordet på tidligere premierminister Rafik Hariri og de efterfølgende enorme folkelige protester, kendt som Cederrevolutionen. Omar Karami døde den 1. januar 2015 i en alder af 80 år efter længere tids sygdom.

## Opvækst og uddannelse
Karami blev født ind i en sunni-muslims familie i An Nouri, nær Tripoli, i det nordlige Libanon, d. 7. september 1934. Han er søn af tidligere premierminister og befrielseshelt Abdul Hamid Karami og bror til Rashid Karami, der nåede at være premierminister for Libanon i alt otte gange inden han blev myrdet i 1987. Karami har en juragrad fra Det Libanesiske Universitet.

## Karriere
Karami gik ind i politik efter mordet på sin bror og blev i 1991 valgt ind i det libanesiske parlament for Tripoli. Han er og har længe været stærk tilhænger af tætte bånd med nabostaten Syrien.
Efter mordet på tidligere premierminister Rafik Hariri i begyndelsen af 2005 blev Syrien af mange oppositionsmedlemmer anklaget for at have stået bag. Det blev krævet, at Syrien skulle trække alle sine styrker og hele sit sikkerhedsapparat ud af Libanon, hvilket Karamis pro-syriske regering var imod. Nogle oppositionsleder anklagede endda Karamis regering for selv at have været indblandet i mordet. På trods af et officielt forbud mod offentlige protester, fandt flere og flere folkelige demonstrationer sted især i Beirut, og oppositionen planlagde at stille et mistillidsvotum. Karami valgte at komme dette i forkøbet og annoncerede 28. februar 2005 at hans regering ville gå af, og at parlamentsvalg ville blive afholdt.
10. marts, ti dage efter regeringens tilbagetræden og efter en række pro-syriske demonstrationer afholdt af bl.a. Hizbollah, valgte præsident Emile Lahoud at genindsætte Karami som premierminister og bad ham forme en ny regering. Karami fik samlet et flertal af parlamentsmedlemmerne bag sig og opfordrede alle partier til at deltage i en national samlingsregering.
Karami havde ikke formået at danne en ny regering d. 13. april 2005, og valgte igen at træde tilbage. Dette bidrog til det kaos, Libanon allerede befandt sig i efter drabet på Hariri, idet der nu ikke var nogen regering til at udskrive de valg, der efter planen skulle holdes i maj.